# القوات البحرية الملكية السعودية
القوات البحرية الملكية السعودية هي الذراع البحري في القوات المسلحة الواقعة تحت إدارة وزارة دفاع المملكة العربية السعودية، وهي المعنية بشؤون العمليات العسكرية البحرية، والمكلفة بتأمين الحدود البحرية ومراقبة حركة السفن وحماية المصالح والمنشأت الاقتصادية في عرض البحر وتطهير كافة الممرات المؤدية من وإلى الموانئ وعلى امتداد سواحل المملكة، وكذا مياه بعض دول الخليج العربية. ويتخرج ضباط هذا الفرع من الكلية الملكية البحرية في مدينة الجبيل.
تتولى القوات البحرية بحسب خطط عملها التقليدية تأمين صادرات الدولة ووارداتها من أي اختراقات اجنبية وحماية خطوط المواصلات البحرية من الأعمال العدوانية مثل القرصنة والتلوث وزرع الألغام والتسلل والتهريب والتخريب، وحماية سفن القصف الساحلي من التهديدات السطحية والجوية وتحت السطحية، ومشاغلة القوات المعادية، كما تعمل على تعزيز وإسناد إمداد القوات المشتركة أثناء عمليات الإبرار البرمائي وفي أي صراع مسلح وراء البحار. يُضاف إلى ذلك، مساعدة سلطات الدولة المدنية في عمليات الإخلاء والإنقاذ، أثناء الكوارث والأزمات. يقع مبنى القيادة العامة للقوات البحرية الملكية ضمن مقر رئاسة الأركان العامة في العاصمة السعودية الرياض، ويشغل منصب القائد العام للقوات البحرية الملكية حالياً الفريق البحري الركن فهد بن عبدالله الغفيلي.
يتنوع تسليح البحرية السعودية، حيث أن معظم القطع البحرية غربية الصنع (فرنسية، بريطانية، أميركية)، وتحتوي حالياً على أكثر من 300 سفينة حربية (فرقاطات، زوارق، كاسـحات ألغام، سـفن دعم ومساندة)، كما تمتلك قوة طيران بحري تتصدره طائرات اليوروكوبتر، والعديد من المنشآت البحرية العسكرية (قواعد، مطارات، مراكز القيادة، مراكز التموين البحري، مراكز التشغيل والصيانة، ومؤسسات صحية متقدمة) مع ما يقارب 60 ألف عنصر من الضباط والبحارة منهم أكثر من 12 ألف عنصر مشاة بحرية،  ووجود أسطولين شرقي (قاعدة الملك عبد العزيز) في الجبيل، وغربي (قاعدة الملك فيصل) في جدة، وبذلك تُظهر البحرية السعودية سيطرتها على أهم مدخلين مائيين في الشرق الأوسط، وقد صُنفت كأحدى القوى البحرية التي لا يستهان بها في المنطقة.

## مراحل التطور
ظهرت القوة البحرية لأول مرة مع بداية توسع الدولة السعودية في مناطق الخليج العربي والسيطرة على الأحساء لأول مرة في وقت مبكر من عام 1210 هـ ;أواخر مايو 1796 وامتلاكها موانئ بحرية مما مكنها من الاتصال التجاري بالعالم الخارجي. تاريخياً كانت مهام القوات البحرية ترتبط عموما بمصلحة حرس السواحل، وبعد قيام الدولة الحديثة كانت البحرية الملكية من أوائل القوات العسكرية التي تم استحداثها جنباً إلى جنب مع قوات حرس الحدود، وكانت بداية انطلاقتهما وممارسة مهامهما في المنطقة الشرقية، وذلك عندما استردها الملك المؤسس عبد العزيز آل سعود، وقد تأسسا رسمياً في العاشر من شهر رجب عام 1331 هـ ;1 يونيو 1913 تحت إدارة مصلحة خفر السواحل. وأقيمت مراكز ودوريات للمراقبة البحرية على ساحل الخليج العربي في المنطقة الشرقية، ثم بدأت أعمال الدوريات المشتركة على ساحل البحر الأحمر في المنطقة الغربية عام 1344 هـ ;1925 لمنع التهريب والتسلل، وكذلك أعمال استقبال السفن وإنهاء إجراءات معاملاتها في الموانئ والمرافئ واستيفاء رسوها،  ولم تكن هناك روابط بين هذه الدوائر التي تؤدي أعمال الدوريات (القوات البحرية) أو تلك التي تؤدي أعمال الخدمات (حرس السواحل) لكن في عام 1345 هـ ;أواخر أغسطس 1926 صدر القانون الأساسي للمملكة القاضي في إحدى المواد بتشكيل الدائرة العسكرية التي تحولت لاحقاً في أواخر الثلاثينات إلى مسمى رئاسة الأركان وقد اتخذت آنذاك الطائف مقراً لها، ثم ألحقت بوكالة الدفاع عند استحداثها عام 1352 هـ ;سبتمبر 1933، واستكمالا لعملية الفصل بينهما اختصاصاً فقد صدر نظام مديرية مصلحة خفر السواحل في عام 1353 هـ ; أكتوبر 1934 وألحقت قوات الحرس بوزارة الداخلية التي وُحدت الدّوريات البحرية والبرية على امتداد سواحل المملكة تحت قيادة واحدة وقد سُميت لاحقاً مديرية حرس الحدود. وقد شهدت القوات البحرية خلال تلك الفترة تقلصاً ملحوظاً حتى منتصف الخمسينيات من القرن الماضي عندما تم إعادة تنشيط الفرع فعلياً من قبل وزارة الدفاع والطيران والمفتشية العامة (وزارة الدفاع حاليا) وكان هذا إيذانا لبداية تحديث الأسطول البحري الحاليّ في عام 1377 هـ ;1957، من بناء مرافق وسفن وقيادات وقواعد، فوجود قاعدة الملك عبد العزيز البحرية، مقر الأسطول الشرقي في مدينة الجبيل. وقاعدة الملك فيصل البحرية، مقر الأسطول الغربي في مدينة جدة. وقد تم آنذاك ابتعاث الضباط والأفراد لتدريبهم وتأهيلهم، وحين اكتمل خط التأهيل، نهضت القوات البحرية بكافة متطلبات تأهيل الفرد وبنائه، وصيانة المُعدات. وقد أُنجز هذا العمل على عدة مراحل تمثلت بالأتي:

### مرحلة الابتعاث
كان الابتعاث بوجه خاص إلى دولتي مصر وباكستان بعد ذلك تم إلغاء الابتعاث لمصر، كما ابتُعث أفراد وضباط إلى الولايات المتحدة وفرنسا، حتى تم اكتمال مراحل التدريب الأساسية والمتقدمة، ثم تولت القوات البحرية أداء المهام، الخاصة بالتدريب والتأهيل والبناء في الداخل، وأيضا يتم ابتعاث الأفراد والضباط إلى المملكة المتحدة.

### مرحلة التوسع
يعد هذا المشروع اللّبنة الأساسية في بناء القوات البحرية كأحد فروع القوات المسلحة، المنوط بها مهام تتعدى حدود مياه الدولة البحرية الإقليمية. وقد دفع هذا المشروع القوات البحرية خطوات للأمام منذ السبعينات. وكان قد سبقه شراء معدات وزوارق من ألمانيا. ويُعد هذا المشروع خطوة مهمة نقلت القوات البحرية إلى الأمام، من ناحيتي التدريب والتطبيق العلمي. فسهّل ذلك التعامل مع المعدات المتطورة التي تم شراؤها من الولايات المتحدة الأمريكية، من خلال مشروع تطوير القوات البحرية، من منظومات الأسلحة على المستوى الكمي والكيفي (مثل الوحدات السطحية، والدفاع الجوي، وتحت السطح، والمشاة). كما تم بناء قاعدتين بحريتين على ساحل البحر الأحمر والخليج العربي، لإيواء الوحدات الجديدة. وقد أصبحت تلك القواعد مقراً للعاملين في القوات البحرية بما تشتمل عليه من مرافق وخدمات، ومراكز أبحاث، ومدارس عسكرية ومدنية، ومستشفيات وإسكان لمنسوبي الأساطيل، مما يجعلها مدناً عسكرية كاملة، تخدم القوات البحرية وتساندها، ليس حاضراً فقط، وإنما في المستقبل أيضاً.

### مرحلة التطوير
نفذت هذه المرحلة بمشروع مع الحكومة الفرنسية (البحرية الوطنية)، تحت اسم مشروع الصواري، وتم بموجبه الحصول على التدريب وعلى السلاح، من فرقاطات مقاتلة ضد الأهداف الجوية السطحية، وتحت السطحية. وكذلك تزويدها بالبعد الرابع، وهو الطيران البحري العمودي، إضافة إلى سفن الإمداد والتموين، التي يسرّت للوحدات البحرية إمكانية البقاء والإبحار لآلاف الأميال، بدلاً من الدخول للموانئ الصديقة، أو الأجنبية للتزود بالوقود والماء والإعاشة، أو حتى قطع الغيار وأعمال الصيانة. كما تم بناء قواعد مساندة لها في كل من رأس مشعاب، ورأس الغار، والقضيمة، نظراً للحاجة المستقبلية لمثل هذه القواعد، ولأهميتها في تأمين متطلبات القوات البحرية العلمية، والإسناد الإداري والتمويني والعملياتي.

## تنظيم الخدمة

### عناصر البحرية
تعتبر هذه قوات على مستوى تدريب قتالي عالي يتمتع منسوبيها بمواصفات جسمانية وتكتيكية من خلال تطبيقاتها العسكرية الخاصة وتضم الكثير في وحداتها من الزوارق والمعدات الخاصة نواظير ومظلات وقناصه واقتحام وطائرات بدون طيار ومعدات أخرى تمكنها من اداء مهامها البحريه ليلاً ونهاراً بكفاءه عاليه.
تنقسم إلى ثلاثة اقسام رئيسية
- الضفادع البشرية
- الصاعقة
- الإزالة

يقع مقر قيادتها الرئيسي بالاسطول الشرقي راس الغار وتعبر استثنـائية لكونها واحدة من أفضل الوحـدات المسلحة في السعـودية وأكثرها تخصصاً ودقة لصرامتها في معايير القبول ومتطلباتها التـدريـبية العـالية

### أساطيل البحرية

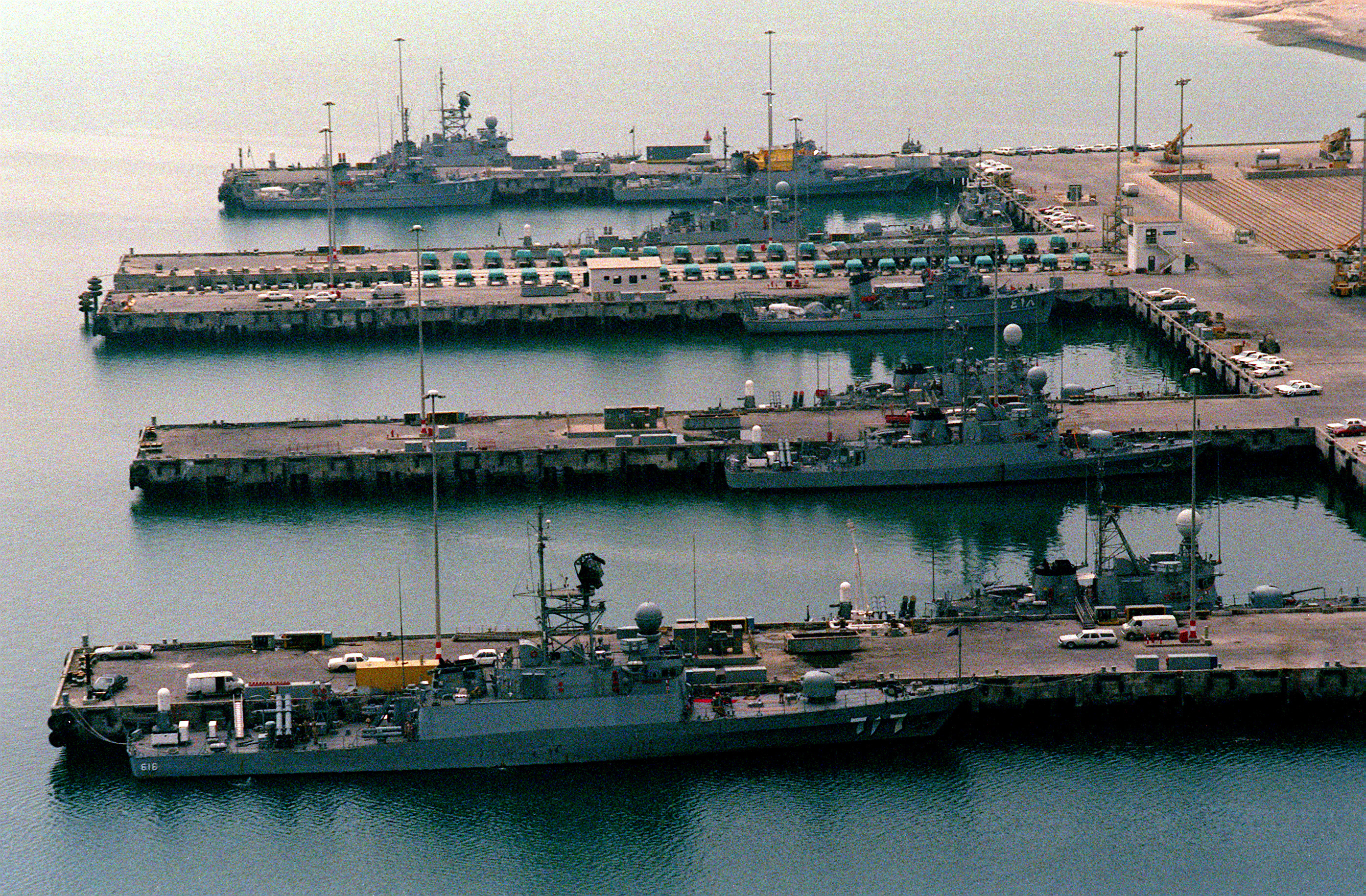
قاعدة الملك عبدالعزيز البحرية في الجبيل ، ألتقطت الصورة سنة 1990

#### أسطول الخليج العربي
وتوجد فيه قاعدة الملك عبد العزيز البحرية، في الجبيل، وقد افتُتحت في 16 ذو القعدة 1401هـ، الموافق 22 نوفمبر 1980، وهي إحدى عناصر مشروع التطوير الأول. وتشتمل هذه القاعدة على مبانٍ رئيسية، مثل مبنى قيادة القاعدة، ومطار القاعدة، ومركز التموين البحري، ومركزي التشغيل والصيانة، ومدارس الأبناء، ومساجد، ومرافق سكنية، وأسواق وحدائق وغيرها، إضافة إلى المرافق الترفيهية. كما يوجد في القاعدة مستشفى كبير، يضم أغلب التخصصات الطبية.
أُنشئ ميناء رأس الغار العسكري أصلاً، ميناءً تجارياً. ثم سُلّم لخفر السواحل، وبعد ذلك تسلمته القوات البحرية، من قبل وزارة الأشغال العامة في 13 شعبان 1401هـ.
أُنشئ ميناء رأس مشعاب من قبل الأشغال العسكرية، في 1397هـ الموافق 1977م، بمساعدة سلاح المهندسين الأمريكي، بتعاقد مع إحدى الشركات العالمية. ويتكون الميناء من عدد من الأرصفة، وصوامع التخزين. ويشتمل على مبانٍ مختلفة، مثل: مبنى إدارة الميناء، ومبنى التشغيل والصيانة، ومبنى محطة الإطفاء، ومبنى سرية الشرطة، ومبنى الأمن. ويوجد في الميناء وحدات تربونية غازية للإمداد بالكهرباء. كما يوجد معملان لتقطير المياه، ويعملان بطريقة الدوارق المتعددة المراحل. ويوجد في الميناء خزانات لحفظ المياه، مختلفة الاتساعات. ويشتمل الميناء على مساكن مختلفة الأنواع، وعلى مطار، وعدد من المساجد، كما يوجد في الميناء مدرستان للبنين والبنات.

#### أسطول البحر الأحمر
وتوجد فيه قاعدة الملك فيصل البحرية في جدة، وقد افتُتحت 24 ذو القعدة 1404هـ. وتضم القاعدة المرافق العامة، من مساجد، ومدارس، وسكن وأسواق وغيرها، وكذلك المرافق الترفيهية، مثل النوادي، والمسابح، والملاعب الرياضية. كما يوجد بها مستوصف كبير يقدم العلاج اللازم لمنسوبي القاعدة.

##### قوة الواجب
نظراً للحاجة إلى دعم حرس الحدود بالدوريات البحرية، ودوريات الطيران البحري، والدوريات البرية، صدرت التعليمات بتشكيل قوة الواجب البحرية في جازان.
يقع ميناء القضيمة العسكري على الساحل الغربي. وقد بدأ إنشاء هذا الميناء في بداية عام 1397هـ، لغرض استقبال السفن المحملة بمواد البناء، التابعة لوزارة الأشغال العامة والإسكان. وذلك بهدف مواكبة التطور الإنشائي، الذي حدث في جميع أنحاء المملكة في فترة إعداد مشروعات البنية الأساسية للمملكة. بعد ذلك تحول القضيمة إلى ميناء عسكري، وفي عام 1403هـ، استلمته القوات البحرية. ويُعد الميناء صورة مصغرة من قاعدة الملك فيصل البحرية، في تشكيل إدارته، التي تقع تحت مسؤوليات قاعدة الملك فيصل البحرية.

## الضباط والأفراد

### مرافق التعليم والتدريب
- الكلية الملكية البحرية

صدر قرار مجلس الوزراء بتاريخ 6 رجب 1403 هـ بالموافقة على إنشاء كلية الملك فهد البحرية، وبدأت الدراسة في الكلية في العام الدراسي 1405هـ/ 1406هـ. وتقبل الكلية حاملي الشهادة الثانوية (القسم العلمي)، وتتولى تدريبهم وتأهيلهم علمياً وعسكرياً، ليتخرجوا ضباطاً بحريين. وتضم الكلية عدداً من الفصول الدراسية المزودة بالوسائل التعليمية الحديثة؛ إضافة إلى المكتبة العامة والمسابح وصالة الألعاب الرياضية ومساكن الطلبة. كما تُخرِّج الكلية ضمن دفعاتها سنوياً، عدداً من طلبة مجلس التعاون الخليجي، وبعض طلبة الدول العربية الشقيقة.
في 4 محرم 1377 هـ الموافق 1 أغسطس 1957، صدر أمر وزير الدفاع، لاتخاذ الإجراءات الكفيلة لإنشاء مدرسة بحرية في المنطقة العسكرية في مدينة الدمام، وكانت أول دورة للمدرسة، في الأول من رجب 1377هـ، وتمت إدارتها بالتعاون مع ضباط وأفراد من الجيش العربي السعودي، ومشاركة فنية من قبل البعثة الأمريكية في ذلك الوقت. وكان الملتحقون بالدورة من حملة الثانوية العامة والكفاءة، الذين سبق ابتعاثهم إلى جمهورية مصر العربية عام 1374هـ. وكذلك من حملة الشهادة الابتدائية من الأفراد المتطوعين بهذه الدورة، من مختلف وحدات الجيش، كنواة لسلاح البحرية. وتخرجت أول دفعة في الأول من رجب 1380هـ، وبهذه المجموعة بدأت مسيرة البناء والتطور، للقوات البحرية الملكية السعودية. وفي مطلع عام 1381هـ، تحولت المدرسة، إلى مركز تدريب لاستقبال وتدريب الملتحقين بالقوات البحرية حديثاً. وقد أَعطى هذا التحول دفعة كبيرة في مجال تدريب الفرد الأساسي، وبعض التدريبات المتخصصة للعلوم البحرية. وفي عام 1393هـ تحول مسمى «مركز التدريب» إلى «مدرسة سلاح البحرية».
وفي الأول من محرم 1399هـ، تحولت مدرسة سلاح البحرية، إلى «مركز التدريب البحري» في الدمام. ليتولى تدريب الطلبة الملتحقين بالقوات البحرية في الداخل، بدلاً من تدريبهم خارج المملكة. وفي غرة رجب من عام 1401هـ، تحول مركز التدريب البحري إلى «معهد الدراسات الفنية والبحرية». وأصبحت من مهام المعهد تأهيل أفراد القوات البحرية علمياً وعملياً في مختلف التخصصات الفنية، لتزويد القوات البحرية بالكوادر الفنية المؤهلة. ويلتحق بالمعهد الطلاب من حملة شهادة الثانوية العامة، والكفاءة المتوسطة، أو ما يعادلها. كما يتولى المعهد تدريب عدد من طلبة بعض الدول العربية الشقيقة. وقد تخرجت الدفعة الأولى من المعهد في 8 رجب 1401هـ. وتقوم قيادة القوات البحرية بتطوير دائم للبرامج الدراسية والتدريبية في هذا المعهد، وكذلك المنشآت التعليمية والسكنية، لمواكبة متطلبات العصر.
- مدرسة مشاة البحرية

تأسست مدرسة مشاة البحرية، ووحدات الأمن البحرية الخاصة، عام 1400هـ، ومقرها مركز تدريب المستجدين ومشاة البحرية، في جدة في ذلك الوقت. وكانت نواة للمدرسة الحالية ثم زودت بأحدث الأسلحة والتجهيزات مثل المدرعات البرمائية، ومدافع الهاون والرشاشات الثقيلة. وتدربت هذه الوحدات داخل المملكة وخارجها. وأهم واجبات هذه الوحدات، المشاركة في تنفيذ مهام وواجبات القوات البحرية، وعمليات البحث والإنقاذ.
وتقدم المدرسة لمنسوبيها عدداً من الدورات في مجال الغوص، وصيانة المعدات؛ وكذلك دورات على المدرعات البرمائية والزوارق الفائقة السرعة. وتم مؤخراً تدعيم القوات البحرية بعدد من قانصات الألغام الحديثة، وقد انضم عدد منها إلى أسطول القوات البحرية الملكية.
- مدارس البحرية المتقدمة

في 14 صفر 1400هـ، أنشئت هذه المدارس تحت مسمى «معهد الدراسات الفنية البحرية»، لغرض عقد دورات تخصصية على المعدات البحرية والمنظومات، التي تضمنها مشروع التطور. وفي الأول من ربيع الأول 1401هـ، عُدل مسمى «معهد الدراسات الفنية البحرية» إلى «مدارس القوات البحرية». ليُستكمل فيها التدريب لخريجي معهد الدراسات الفنية البحرية، بعد توزيعهم على مختلف التخصصات البحرية، التي تبلغ حوالي (22) تخصصاً، حيث يتم تأهيلهم بالمستويين الأول والثاني من التشغيل والصيانة، للأجهزة الموجودة على السفن.
وتعقد المدارس العديد من الدورات التأسيسية والمتقدمة للضباط والأفراد، في مختلف التخصصات البحرية. وتنقسم تخصصات مدارس القوات البحرية إلى الآتي:
- (أ)مدرسة التموين والعلوم الإدارية.
- (ب) مدرسة العمليات.
- (ج) مدرسة الالكترونات.
- (د) مدرسة التخصصات الفنية.
- (هـ) مدرسة اللغة الإنجليزية.
- (و) مدرسة الاتصالات وتقنية المعلومات.
- (ز) مدرسة حرب الألغام.
- (ك) مدرسة الغواصات.
- (ل) مدرسة الطيران.
- (م) مدرسة الصيانة.
- (ن) مدرسة المدفعية وتوجيه النيران.
- مركز التدريب البحري

بدأ العمل «بمركز التدريب البحري»، في قاعدة الملك فيصل البحرية، في شهر جمادى الثانية 1401هـ. وكان اسمه من قبل «مركز تدريب المستجدين ومشاة البحرية». ومهمة هذا المركز، تدريب الأفراد الجدد الغير فنين، الملتحقين بالقوات البحرية، وتأهيلهم عسكرياً. ويُعد المركز البرنامج اللازم لذلك، إضافة إلى عقد عدد من الدورات المتخصصة، لضباط وأفراد القوات البحرية.

### رتب البحرية العسكرية
| الأفراد         | لاتوجد رتبة |           |      |           |      |          |             |      |      |          |  |  |  |  |
| الأفراد (قتالي) | لاتوجد رتبة |           |      |           |      |          |             |      |      |          |  |  |  |  |
| اللقب           | جندي        | جندي أول  | عريف | وكيل رقيب | رقيب | رقيب أول | رئيس رقباء  |      |      |          |  |  |  |  |
| الأفراد         | لاتوجد رتبة |           |      |           |      |          | لاتوجد رتبة |      |      |          |  |  |  |  |
| اللقب           | جندي        | جندي أول  | عريف | وكيل رقيب | رقيب | رقيب أول | رئيس رقباء  |      |      |          |  |  |  |  |
| الضباط          |             |           |      |           |      |          |             |      |      |          |  |  |  |  |
| اللقب           | ملازم       | ملازم أول | نقيب | رائد      | مقدم | عقيد     | عميد        | لواء | فريق | فريق أول |  |  |  |  |
| الضباط (قتالي)  |             |           |      |           |      |          |             |      |      |          |  |  |  |  |
| اللقب           | ملازم       | ملازم أول | نقيب | رائد      | مقدم | عقيد     | عميد        | لواء | فريق | فريق أول |  |  |  |  |
| الضباط          |             |           |      |           |      |          |             |      |      |          |  |  |  |  |
| اللقب           | ملازم       | ملازم أول | نقيب | رائد      | مقدم | عقيد     | عميد        | لواء | فريق | فريق أول |  |  |  |  |
|                 |             |           |      |           |      |          |             |      |      |          |  |  |  |  |

### زي البحرية العسكري
| الزي العسكري للقوات الجوية الملكية السعودية | الزي العسكري للقوات الجوية الملكية السعودية | الزي العسكري للقوات الجوية الملكية السعودية | الزي العسكري للقوات الجوية الملكية السعودية | الزي العسكري للقوات الجوية الملكية السعودية | الزي العسكري للقوات الجوية الملكية السعودية | الزي العسكري للقوات الجوية الملكية السعودية | الزي العسكري للقوات الجوية الملكية السعودية | الزي العسكري للقوات الجوية الملكية السعودية | الزي العسكري للقوات الجوية الملكية السعودية | الزي العسكري للقوات الجوية الملكية السعودية | الزي العسكري للقوات الجوية الملكية السعودية |
| الزي                                        | القبعة                                      |                                             |                                             |                                             |                                             |                                             |                                             |                                             |                                             |                                             |                                             |
| ------------------------------------------- | ------------------------------------------- | ------------------------------------------- | ------------------------------------------- | ------------------------------------------- | ------------------------------------------- | ------------------------------------------- | ------------------------------------------- | ------------------------------------------- | ------------------------------------------- | ------------------------------------------- | ------------------------------------------- |

## النشاط البحري

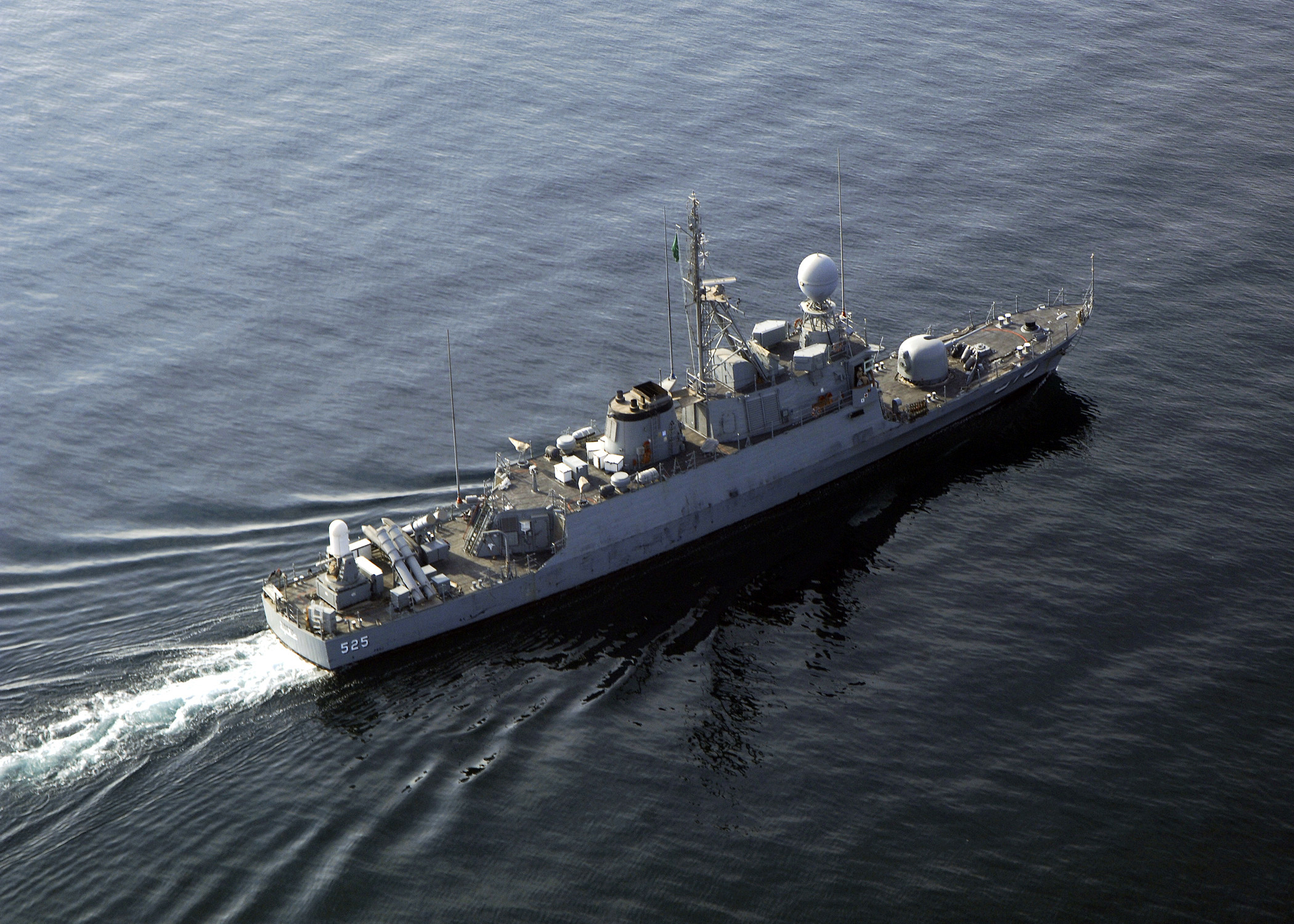
الزورق "عقبة"

### المهام والواجبات
- أ. تأمين صادرات الدولة ووارداتها وحمايتهما.
- ب. حماية المنشآت الاقتصادية في عرض البحر.
- ج. حماية القوافل التجارية، العسكرية والمدنية.
- د. تطهير الممرات المؤدية من وإلى موانئ الدولة، وكذا مياه بعض دول مجلس التعاون، من الألغام.
- هـ. تعزيز وإسناد إمداد القوات المشتركة، في أي صراع مسلح وراء البحار.
- و. حماية القوات البحرية والبرية وتأمينها، أثناء عمليات الإبرار البرمائي.
- ز. حماية خطوط مواصلات الدولة البحرية ضد الأعمال العدوانية، مثل القرصنة والتلوث وزرع الألغام والتسلل والتهريب والتخريب.
- ح. حماية سفن القصف الساحلي من التهديدات السطحية ـ الجوية، وتحت السطحية، ومشاغلة القوات المعادية، كما حدث في حرب الخليج الثانية.
- ط. رفع العلم الوطني في المياه الدولية والموانئ الأجنبية.
- ي. مساعدة السلطات المدنية في عمليات الإخلاء والإنقاذ، أثناء الكوارث والأزمات.

### حروب ومعارك
على المستوى الإسلامي فقد شاركت القوات البحرية سنة (1971م) في الحرب إلى جانب باكستان، وقدمت لها خدمات ومساعدات جمة إبان محنتها. وعلى المستوى الوطني والمستوى الخليجي فقد شاركت القوات البحرية مشاركة فعالة وملموسة في حرب الخليج الثانية عام 1991م. وعلى المستوى العالمي قدمت القوات البحرية في الصومال، على مستوى مشاة الأسطول البحري السعودي، خدمات جليلة، تحت علم هيئة الأمم المتحدة، في عملية «إعادة الأمل». وكانت فاعلة ومرحباً بها بين قوات الأمم المتحدة، والصوماليين، نظراً لدورها الفاعل ولتميزها بأنها قوة الأخوة الإسلامية، مما جعلها مؤهلة للقيام بدور كبير. فساهمت في توزيع الإعانات للمتضررين في الصومال، وأدت عملها على خير وجه، وقد أشادت بها جميع القوات المشتركة معها، والهيئات الدولية. كما تشارك عمليات مكافحه القرصنة في عملية (الحرية الدائمه) في بحر العرب وخليج عدن في عام 2008-2010، وتشارك القوات البحرية في حماية المنشآت النفطية في المياة الإقليمية للمملكة.

## العتاد والتسليح
القطع البحرية معظمها غربية الصنع من دول مثل فرنسا وبريطانيا والولايات المتحدة الأمريكية

### معدات البحرية
4 سفن فريدوم طليتها البحرية الملكية السعودية في عام 2019. السفينة مشتقة من السفينة القتالية الساحلية من طراز فريدوم ولكن مع ميزات مطورة. ستبدأ عمليات تسليم (MMSC) في يونيو 2023.
| صورة | رقم | سفينة | صناعة          | أكتمل بناءه | الحالة    |
| ---- | --- | ----- | -------------- | ----------- | --------- |
|      |     |       | مارينيت مارين ‏ |             | تحت الطلب |
|      |     |       | مارينيت مارين ‏ | تحت الطلب   |           |
|      |     |       | مارينيت مارين ‏ | تحت الطلب   |           |
|      |     |       | مارينيت مارين ‏ | تحت الطلب   |           |

ثلاثة فرقاطات من فئة الرياض هي نسخ معدلة من فرقاطة لا فاييت La Fayette-class frigate (من بناء DCN ، لوريان). يحتوي كل منها على إزاحة محملة بالكامل تبلغ 4,725 طنًا، مزودة بثمانية صواريخ سطح - سطح من طراز إكزوست (MBDA Exocet MM40 Block II)، مع نظامين للإطلاق الرأسي من ثماني خلايا من طراز Sylver لسطح Eurosam (MBDA و Thales) Aster 15 صاروخ أرضي (SAM) ، مسدس سوبر رابيد أوتو 76 ملم / 62 ، وأربعة أنابيب طوربيد عيار 533 مم. السفن مسلحة مع طوربيد DCNS F17 الثقيل المضاد للغواصات. يحتوي سطح المروحية في المؤخرة على مكان هبوط واحد لطائرة هليكوبتر متوسطة الحجم ، مثل يوروكوبتر إيه إس 365 دوفين أو مروحية يوروكوبتر إيه إس 532 أو المروحية الأكبر إن إتش-90.
| صورة | رقم          | سفينة        | صناعة       | تدشين            | الحالة           |
| ---- | ------------ | ------------ | ----------- | ---------------- | ---------------- |
|      | 812          | الرياض (812) | DCN Lorient | 2002             | في الخدمة النشطة |
| 814  | مكة (814)    | 2003         | DCN Lorient | في الخدمة النشطة |                  |
| 816  | الدمام (816) | 2004         | DCN Lorient | في الخدمة النشطة |                  |

4 فرقاطات من نوع المدينة صنعت في فرنسا في منتصف الثمانينات الميلادية وهي كالتالي:
| صورة | رقم    | سفينة          | صناعة              | أكتمل بناءه      | الحالة           |
| ---- | ------ | -------------- | ------------------ | ---------------- | ---------------- |
|      | 702    | المدينة        | Arsenal de Lorient | 4 January 1985   | في الخدمة النشطة |
| 704  | الهفوف | CNIM, La Seyne | 31 October 1985    | في الخدمة النشطة |                  |
| 706  | أبها   | CNIM, La Seyne | 4 April 1986       | في الخدمة النشطة |                  |
| 708  | الطائف | CNIM, La Seyne | 29 August 1986     | في الخدمة النشطة |                  |

### طرادات
9 سفن كورفيت ، 4 صنعت في الولايات المتحدة الأمريكية في الثمانينات الميلادية و 5 صنعت في إسبانيا من نوع أفانتي 2200، ابتداء من سنة 2020 ضمن مشروع السروات وهي كالتالي:
| صورة | رقم                 | سفينة              | صناعة               | أكتمل بناءه      | الحالة           |
| ---- | ------------------- | ------------------ | ------------------- | ---------------- | ---------------- |
|      | 612                 | بدر                | Tacoma Boatbuilding | 1981             | في الخدمة النشطة |
| 614  | اليرموك             | 1982               | Tacoma Boatbuilding | في الخدمة النشطة |                  |
| 616  | حطين                | 1982               | Tacoma Boatbuilding | في الخدمة النشطة |                  |
| 618  | تبوك                | 1983               | Tacoma Boatbuilding | في الخدمة النشطة |                  |
|      | 828                 | جلالة الملك الجبيل | نافانتيا            | 2020             | في الخدمة النشطة |
| 830  | جلالة الملك الدرعية | 2020               | نافانتيا            | في الخدمة النشطة |                  |
| 832  | جلالة الملك "حائل"  | 2021               | نافانتيا            | في الخدمة النشطة |                  |
| 834  | جلالة الملك "جازان" | 2021               | نافانتيا            | في الخدمة النشطة |                  |
| 836  | جلالة الملك عنيزة   | 2021               | نافانتيا            | في الخدمة النشطة |                  |

- زوارق دورية

9 زوارق دورية مسلحة بمدافع من نوع الصِّديق صنعت في الولايات المتحدة الأمريكية في الفترة 1972-1980 وهي كالتالي:
| صورة | رقم        | سفينة  | صناعة             | أكتمل بناءه      | الحالة           |
| ---- | ---------- | ------ | ----------------- | ---------------- | ---------------- |
|      | 511        | الصّدّيق | Peterson Builders | 1980             | في الخدمة النشطة |
| 513  | الفاروق    | 1981   | Peterson Builders | في الخدمة النشطة |                  |
| 515  | عبد العزيز | 1981   | Peterson Builders | في الخدمة النشطة |                  |
| 517  | فيصل       | 1981   | Peterson Builders | في الخدمة النشطة |                  |
| 519  | خالد       | 1982   | Peterson Builders | في الخدمة النشطة |                  |
| 521  | عمرو       | 1982   | Peterson Builders | في الخدمة النشطة |                  |
| 523  | طارق       | 1982   | Peterson Builders | في الخدمة النشطة |                  |
| 525  | عقبة       | 1982   | Peterson Builders | في الخدمة النشطة |                  |
| 527  | أبو عبيدة  | 1982   | Peterson Builders | في الخدمة النشطة |                  |

- ممكن بيع 30 Mark V Special Operations Craft[29]
- كاسحات الغام

3 صائدات ألغام من نوع سانداون من فئة الجوف (بنتها Vosper Thornycroft ، Woolston) ، إزاحة حمولة كاملة قدرها 480 طن:
| صورة | رقم   | سفينة | صناعة              | أكتمل بناءه      | Status           |
| ---- | ----- | ----- | ------------------ | ---------------- | ---------------- |
|      | 420   | الجوف | Vosper Thornycroft | 1991             | في الخدمة النشطة |
| 422  | شقرا  | 1993  | Vosper Thornycroft | في الخدمة النشطة |                  |
| 424  | الخرج | 1994  | Vosper Thornycroft | في الخدمة النشطة |                  |

- سفن دعم ومساندة

سفينتي دعم ومساندة من نوع بريدة (نسخة معدلة من النوع الفرنسي Durance):
.
| صورة | رقم  | سفينة | صناعة              | أكتمل بناءه      | الحالة           |
| ---- | ---- | ----- | ------------------ | ---------------- | ---------------- |
|      | 902  | بريدة | Vosper Thornycroft | 1984             | في الخدمة النشطة |
| 904  | ينبع | 1985  | Vosper Thornycroft | في الخدمة النشطة |                  |

- بالإضافة إلى العديد من قوارب الدورية الصغيرة، واثنين من اليخوت الملكية الدنماركية (1983-1984م)
- الأمير عبد العزيز (1983–84) – بنتة هيلسينجور فارفت (Helsingør Værft)
- اليمامة (دخلت الخدمة في المملكة العربية السعودية في عام 1988)
- المركبات

| Pegasu BMR-600 |  | ناقلة جنود مدرعة | إسبانيا          | 200 مركبة |
| هامفي          |  | ناقلة مصفحة      | الولايات المتحدة |           |

### طائرات الخدمة
ضمن مشروع التطوير الثاني، تم تزويد القوات البحرية بعدد من الطائرات العمودية، لتُساند السفن في تنفيذ المهام البحرية المنوطة بها. كما أن عدداً من هذه الطائرات، تُشارك في عمليات البحث والإنقاذ.
في أواخر عام 1400هـ. تم الاتفاق على تنفيذ مشروع التطوير للقوات البحرية. ويتضمن المشروع تزويد القوات البحرية، بعدد من سفن التموين والسفن الحربية، وعدد من الطائرات العمودية، التي تستخدم في البحث والإنقاذ، وبعض المهمات الأخرى. وقد اكتمل المشروع تقريباً، ووصلت أول سفينة إلى المملكة بقيادة طاقم من الضباط والأفراد السعوديين، من منسوبي القوات البحرية.
وفي أواخر عام 1405هـ استُلمت أول طائرة عمودية (SA.365F Dauphin 2) ضمن مشروع (الصواري 1) بقيادة طيارين وفنيين سعوديين. وكان ذلك برفقة الفرقاطة الأولى (سفينة جلالة الملك المدينة). ومع اكتمال وصول جميع طائرات المشروع، بدأ العمل في جناح الطيران البحري الأول في قاعدة الملك فيصل البحرية بالغربية.
وكان ذلك في بداية شهر محرم من عام 1406هـ. ومع ازدياد عدد الطيارين والفنيين المؤهلين على هذا النوع من الطائرات، الذين أصبحوا يتلقون تدريبهم داخل المملكة، أُنشئت مدرسة التخصصات الفنية لطيران القوات البحرية، وبدأ العمل بسرب الطيران البحري الثاني في الأسطول الشرقي، في شهر صفر من عام 1408هـ. وفي شهر جمادى الثاني من عام 1409هـ، تم إنشاء إدارة شؤون الطيران، بقيادة القوات البحرية في الرياض.
وفي 5 جمادى الثاني 1411هـ، اعتمد تشكيل جناح الطيران البحري الثاني في الشرقية. وفي بداية عام 1416هـ تم استلام مشبهين للطائرات العمودية السوبر بوما والدولفين، لأغراض التدريب. وتم تركيبها في كلٍ من الأسطولين الغربي والشرقي.
| الطائرات                       | صور | بلد المنشأ       | النوع                                                                    | الطراز              | الكمية | ملاحظة                                                                                                  |
| طائرة البحرية                  |     |                  |                                                                          |                     |        | |
| ------------------------------ | --- | ---------------- | ------------------------------------------------------------------------ | ------------------- | ------ | --- |
| يوروكوبتر إيه أس 332 سوبر بوما |     | فرنسا            | مروحية متعددة الأغراض                                                    | B1, M1, F1S1, F1S2  | 20     | |
| يوروكوبتر إيه إس365 دوفين      |     | فرنسا            | مروحية متعددة الأغراض                                                    | (SA.365F Dauphin 2) | 24     | أول نسخة عسكرية من هذا الطراز كانت للقوات البحرية الملكية السعودية لدعم الفرقاطات                       |
| إس إتش-60 سي هوك               |     | الولايات المتحدة | مروحية عسكرية، مروحية متعددة الأغراض                                     | SH-60/MH-60         | 10     | |
| يوروكوبتر إيه إس 565 بانثر     |     | فرنسا            | مروحية عسكرية، مروحية متعددة الأغراض                                     |                     | غ\م    | |
| بوينغ بيه-8 بوسيدون            |     | الولايات المتحدة | طائرة دورية، الحرب المضادة للغواصات، الحرب المضادة للسطح، طائرة استطلاع. |                     | 3      | وقعت المملكة العربية السعودية اتفاقية مع الولايات المتحدة الامريكية لشراء 3 طائرات بوينغ بيه-8 بوسيدون. |

## وصلات خارجية
- بوابة وزارة الدفاع
- موسوعة مقاتل من الصحراء
- وكالة الأنباء السعودية جدة 15 رجب 1435هـ الموافق 14 مايو 2014م
- الشرق أونلاين في 2014/5/14